# بيتا أنيق
بيتا أنيق (الاسم العلمي: Pitta elegans) (بالإنجليزية: Elegant Pitta)‏ هي نوع من الطيور تتبع جنس البيتا من فصيلة طيور البيتا.